# Alexandre Boreau
Alexandre Boreau (15 de marzo de 1803-5 de mayo de 1875) fue un farmacéutico botánico pteridólogo francés. Es autoridad binomial de especies como Polygonum arenastrum y Pulmonaria longifolia.

## Biografía
Nace en Saumur, departamento de Maine-et-Loire. De origen modesto, su padre era periodista, y a su muerte trabajó en baños establecidos en el barrio del Loire, arriba del puente Cessart. Todavía siendo un muchacho, obtiene la protección de su padrino Abel Aubert Du Petit-Thouars, un almirante y explorador. Boreau estudia Humanidades en la Facultad de Saumur. En 1820, sin embargo comienza a entrenarse para ser farmacéutico mientras trabajaba en un dispensario de Angers. Con el marco de sus estudios, aumenta su interés especialmente en Botánica, y se enrola en los cursos y aprende en el Jardín botánico de Angers.
Lueggo de casarse con Antoinette Morin, en 1828, adquiere una botica en Nevers. Y pasa a investigaciones en Botánica. Colabora con el Conde Jaubert, Ministro de Louis Philippe, quien, como muchos notables de ese tiempo, tenían pasión por la botánica. Publica en 1835, Programme de la Flore du Centre de la France. Y se dedica a expedicionar para herborizar con Jaubert en Nièvre y en la parte oriental del departamento de Cher y solicita la contribución de los botánicos locales para la creación de una flora regional. Los especímenes recolectados en ocasión de la publication del Programme constituirían el Herbario Nivernense hoy conservado en la Biblioteca Municipal de Nevers.
Boreau fue nombrado director del jardín botánico de Angers en 1838.
En 1840, Boreau publica la primera edición de su Flore du Centre de la France, un modelo de precisión que sería un texto notable de referencia book para la 2ª edición en 1849, 3ª en 1857). Alexandre Boreau desarrolló una inmensa labor en el Jardín botánico a su cargo, reorganizando las clasificaciones y asistiendo a dar cursos públicos. Publica muchas obras, en particular en el marco de la Academic Company de Maine-et-Loire.
Luego de su deceso el 5 de mayo de 1875, su viuda Antoinette Morin establecerá un herbario a su memoria, que más tarde adquiriría el gobierno local y hoy se deposita en la casa de Gaston Allard

## Honores

### Eponimia
Una especie descubierta en Asia Central le fue dedicada, Boreava orientalis Jaub. & Spach.
- La abreviatura «Boreau» se emplea para indicar a Alexandre Boreau como autoridad en la descripción y clasificación científica de los vegetales.[2]